# Маскара, Джузеппе
Джузе́ппе Маска́ра (итал. Giuseppe Mascara; 22 августа 1979, Кальтаджироне, Италия) — итальянский футболист, нападающий.

## Карьера

### Клубная
Джузеппе Маскара родился в Кальтаджироне, однако в юном возрасте переехал в Комизо. Там он начал играть в футбол, выступая за местный церковный приход. Там же он получил своё прозвище чихуахуа, за внешность и характер, который он демонстрировал, играя с ребятами, который были старше его. Там его заметил Эмануеле Массари, тренер молодёжной команды «Рагузы». В возрасте 16-ти лет, он дебютировал в основном составе команды, за которую провёл 2 сезона. Летом 1997 года Маскара перешёл в «Баттипалгиезе», где также выступал 2 года. После его купил клуб «Авеллино», чей тренер, Альдо Аммаццарлорсо, пример игрока во время встречи их команд. В «Авеллино» Маскара был переведён в центр нападения команды, после чего забил 16 голов в 29 матчах серии С1 и 1 гол в двух играх за право на выход в серию В, в которой его клуб проиграл «Катании». По окончании сезона Маскара получил «Оскар дель Сицилиано», вручаемый лучшему игроку Сицилии.
В 2001 году Маскара перешёл в «Салернитану», чей президент, Рикардо Гауччи, начал «строить» новую молодую команду. В составе клуба он дебютировал 26 августа 2001 года в игре с «Сампдорией», где забил гол, а его команда победила 2:0. Всего за клуб он провёл 3 игры и забил 1 гол. Дальнейшего его карьеру помешала травма, полученная в товарищеском матче с клубом «Нисса», из-за чего он пропустил половину сезона. В январе 2002 года Маскара перешёл в «Палермо», за который провёл 38 матчей. В январе 2003 года Джузеппе был арендован «Дженоа», но не смог спасти клуб он вылета в серию С1.
31 августа 2003 года Маскара стал игроком «Катании». В первом сезоне в составе клуба Джузеппе забил 13 голов, став, вместе с Луисом Оливейрой лучшим бомбардиром команды и провёл 41 матч (столько же провёл Гульельмо Стендардо), став и по этому показателю лучшим в клубе. Патрон клуба, Лучано Гауччи, давал Маскаро тысяче евро за каждый забитый им гол. После ухода из клуба Гауччи, часть игроков команды перебралась в «Перуджу», владельцем которой стал Лучано. Однако в своём единственном сезоне в команде он забил лишь 4 гола, что не устроило тренерский штаб команды, не захотевшей перекупать контракт игрока.

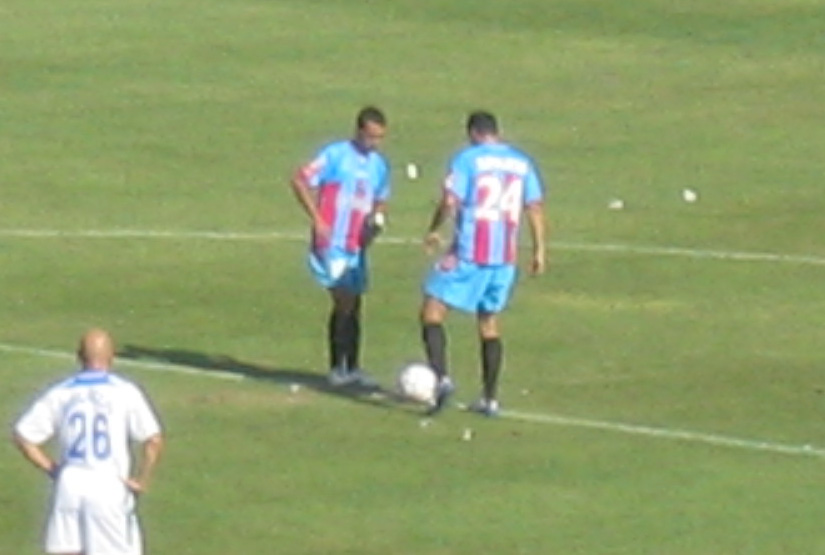
Маскара и Джоната Спинези

Летом 2005 года он вернулся в «Катанию», куда также перешёл его партнёр по «Перудже», Давиде Байокко. Он забил в сезоне 2005/06 14 голов, включая хэт-трик в игре с «Мантовой», став лучшим бомбардиром команды, и помог клубу выйти в серию А. В том же сезоне он получил прозвище «Маскариньо», с которым год спустя снялся в телевизионном ролике для Nike, где чеканил мяч; после этой рекламы в Катании появились небольшие рекламные наклейки с надписью: «Маскариньо был здесь». В том же сезоне он получил свой второй «Оскар дель Сицилиано». 10 сентября 2004 года Маскара дебютировал в серии А в матче с «Кальяри». Однако начало вышло для Джузеппе неудачным: он был удалён 3 раза в первых 12 играх. А всего в сезоне провёл 28 матчей и забил 6 голов.
В декабре 2006 года Маскара, вместе с другими сицилийцами, футболистом Джованни Тедеско и ватерполисткой Маддаленой Мусумечи снялся в календаре на 2007 год для Onlus Associazione Siciliana (Сицилийская ассоциация Онлус), которая борется против лейкемии и злокачественных опухолей у детей. Доход от продажи календаря был передан в больницу Кристина ди Палермо для строительства специальной стерильной палаты для больных этими заболеваниями.
Во втором сезоне Маскара забил только 4 гола. В сезоне 2008/09 Джузеппе забил 13 голов, включая гол 16 ноября 2008 года, принёсший его клубу 100-ю победу в серии А. В том же сезоне, 1 марта, Маскара забил гол с 50-ти метров в дерби с «Палермо». Этот мяч получил премию Golden Goal 2009. Любопытно, что через два тура, он забил мяч в ворота «Удинезе» похожим ударом с 35-ти метров. 17 мая 2009 года, в игре с «Ромой», Маскара забил свой 100-й гол на профессиональном уровне. 12 марта 2010 года Маскара стал лучшим бомбардиром «Катании» за годы выступлений в серии А, забив гол в ворота «Интера».
31 января 2011 года Маскара перешёл в «Наполи», подписав контракт на 2 года; сумма трансфера составила 1,2 млн евро.
11 января 2012 года игрок подписал контракт с клубом «Новара» до 2014 года.
24 июня 2012 года Маскара подписал годичный контракт с эмиратским клубом «Аль-Наср». Этому всяко способствовал нынешний наставник дубайского клуба «Вальтер Дзенга», который был вынужден искать нового форварда для своего клуба после ухода из клуба Луки Тони. 5 июля «Новара» официально объявила, что Маскара расторг контракт с клубом в связи с переходом в «Аль-Наср». 5 октября 2012 года Маскара впервые забил за новый клуб, отличившись дублем в выездном матче против «Аль-Шабаба», а сам матч закончился победой гостей со счетом 4:2.

### Международная
6 июня 2009 года Маскара дебютировал в составе сборной Италии в игре с Северной Ирландией (3:0). Он вышел в стартовом составе, вместе с партнёрами по нападению, Джузеппе Росси и Джампаоло Паццини. Во втором тайме Маскару сменил Паскуале Фоджа.

## Личная жизнь
Во время выступления за «Авеллино», Маскара познакомился со своей будущей женой Рамоной, которая работала с братом в телефонной компании и часто посещала город базирования команды. У них трое детей, Марчелло (родился в 2002 году), Франческо (родился в 2005 году) и Никколо (родился в 2010 году).